# Benita Hume
Benita Hume (Londres, 14 de outubro de 1906 — Egerton, 1 de novembro de 1967) foi uma atriz de cinema inglesa. Ela apareceu em 44 filmes entre 1925 e 1955.

## Biografia
Aos dezessete anos, já atuava nos palcos londrinos. Aos dezenove, fez sua estreia no cinema, com o filme The Happy Ending (1925). A partir daí, interpretou principalmente papéis de damas, tanto no cinema do Reino Unido quanto em Hollywood. Abandonou as telas após seu casamento com Ronald Colman, em 1938, com quem teve um filho. Retornou ao mundo dos espetáculos entre 1952 e 1955, quando fez diversos trabalhos para a televisão. Viúva em maio de 1958, casou-se com George Sanders em fevereiro do ano seguinte. Com este viveu até sua própria morte, em 1967, vitimada por um câncer nos ossos.

## Filmografia parcial[2]
- 1925 The Happy Ending
- 1928 Easy Virtue
- 1928 The Constant Nymph
- 1928 The Wrecker
- 1928 The Lady of the Lake
- 1929 High Treason
- 1930 Balaclava
- 1931 The Flying Fool
- 1931 A Honeymoon Adventure
- 1932 Service for Ladies
- 1932 Men of Steel
- 1932 Diamond Cut Diamond
- 1933 Clear All Wires
- 1933 Looking Forward
- 1933 Gambling Ship
- 1933 Only Yesterday
- 1933 The Worst Woman in Paris?
- 1934 The Private Life of Don Juan
- 1934 Jew Suss
- 1935 The Gay Deception
- 1936 The Garden Murder Case
- 1936 Moonlight Murder
- 1936 Suzy
- 1936 Tarzan Escapes
- 1936 Rainbow on the River
- 1937 The Last of Mrs. Cheyney
- 1938 Peck's Bad Boy with the Circus